# Barbariga
Barbariga är en ort och kommun i provinsen Brescia i regionen Lombardiet i Italien. Kommunen hade 2 304 invånare (2018).